# Ucchannanchan no Honō no Challenger: Denryū Iraira Bō
Pour le jeu vidéo sorti sur Neo-Geo MVS également basé sur le même jeu télévisé japonais, voir The Irritating Maze.
Ucchannanchan no Honō no Challenger: Denryū Iraira Bō (ウッチャンナンチャンの炎のチャレンジャー 電流イライラ棒) est un jeu vidéo de puzzle sorti en 1997 sur Nintendo 64 uniquement au Japon. Le jeu a été développé par Yuke's et édité par Hudson Soft.
Le jeu est basé sur le jeu télévisé Ucchannanchan no Honō no Challenger: Kore ga Dekitara 100 Man En!! (ウッチャンナンチャンの炎のチャレンジャー これができたら100万円!!).